# 山田敏雅
山田 敏雅（やまだ としまさ、昭和24年（1949年）9月8日 ‐ ）は、日本の政治家、実業家、通産官僚。元衆議院議員（1期）。

## 概要
広島県福山市出身。京都大学工学部卒業、東京大学工学部大学院修了後、通産省入省。
2000年6月25日の第42回衆議院議員総選挙に民主党から立候補し、広島7区では自民党の宮澤洋一に敗れ落選したものの、比例中国ブロックで復活し、初当選した。
2003年、7月27日告示・8月3日投票の広島県福山市長選挙に立候補し、衆議院議員を失職。立候補に際し、民主党を離党した。しかし、三好章市長（2004年辞職直後に逝去）に敗れ、落選。同年の第43回衆議院議員総選挙にも無所属で立候補したが落選した。
その後は太陽光発電やバイオマス発電を手掛ける株式会社エジソンパワーの社長を務めている。